# Martha Atieno
Martha Atieno (* 1956) ist eine ehemalige kenianische Leichtathletin, die sich auf das Kugelstoßen spezialisiert hat.

## Sportliche Laufbahn
Martha Atieno gewann bei den Afrikaspielen in Nairobi mit einer Weite von 12,81 m die Bronzemedaille hinter ihrer Landsfrau Elizabeth Olaba und Aïcha Dahmous aus Algerien. 